# Jesús Hernández Blázquez
Jesús Hernández Blázquez (Burgohondo, provincia de Ávila, España, 28 de septiembre de 1981) es un ciclista español que fue profesional entre 2004 y 2017.

## Biografía

### Inicios en el ciclismo
Hernández empezó en el ciclismo por su padre, un cicloturista del club ciclista Nieves, de su localidad, Parla, para que hiciera vida sana. Él creció y se formó allí.

### Ciclismo aficionado
Hernández emigró al País Vasco para correr en el equipo aficionado Iberdrola, filial del potente ONCE de Manolo Saiz. Hernández compartió piso en Azpeitia (Guipúzcoa) junto a otros jóvenes ciclistas como Joaquim Rodríguez y Xavier Florencio, compañeros del mismo equipo y en su misma situación.
Un joven Alberto Contador (un año menor que Jesús), amigo y compañero de entrenamientos por las carreteras de Madrid, quedó impresionado por las impresionantes bicicletas (las de la ONCE) con que entrenaba Hernández, y un año después hizo el mismo viaje para sumarse al Iberdrola y al piso de Azpeitia.

### Ciclismo profesional

#### Debut y Operación Puerto

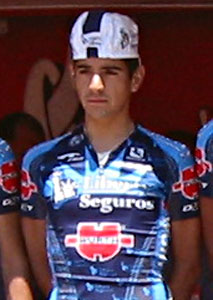
Jesús Hernández en 2005, con el equipo Liberty Seguros.

Hizo su debut como profesional en el año 2004 con el equipo Liberty Seguros de Manolo Saiz, continuador de la histórica ONCE. Durante sus dos años de estancia en el equipo coincidió con ciclistas consolidados como Roberto Heras, Igor González de Galdeano y David Etxebarria, así como con jóvenes promesas como Alberto Contador (con quien le unía una estrecha relación de amistad) y Luis León Sánchez.
En 2006, en el marco de la Operación Puerto, fue identificado por la Guardia Civil como cliente de la red de dopaje liderada por Eufemiano Fuentes, bajo el nombre en clave Hdez. Según el diario El País, su identificación habría sido incorrecta, ya que el Hernández que significaba Hdez pertenecería al segundo apellido de Roberto Heras, no a Jesús.
Hernández, al igual que Contador, declaró ante el juez Antonio Serrano en diciembre de ese año, aunque en calidad de testigo, no como imputado, al no ser el dopaje un delito según la legislación española vigente en ese momento. Hernández dijo que Manolo Saiz, director del equipo, controlaba las cosas, y admitió haber utilizado parches de testosterona (en argot, parches de calor), que se utilizaban por orden de los responsables del equipo para recuperarse muscularmente. La testosterona es un anabolizante (aumenta la masa muscular) y su uso exógeno está prohibido por las autoridades deportivas, por lo que figura en la lista de sustancias y prácticas dopantes (y por tanto prohibidas) elaborado por la AMA. A pesar de ser una práctica prohibida, el hecho de que esos parches de testosterona fueran de liberación lenta imposibilitaba que el corredor diera positivo en los controles antidopaje.

#### Del modesto Relax al paro
En 2006 fichó por el modesto Relax, de categoría Continental Profesional. Ese año corrió la Vuelta a España, la carrera más importante en la que participó (gracias a la invitación de la organización) el equipo, aunque tuvo que abandonar como consecuencia de una fuerte caída en la etapa con final en Calar Alto.
En 2007, en su segunda temporada en el Relax, volvió a correr en la Vuelta a España, aunque de nuevo se vio obligado a abandonar la carrera al fracturarse la clavícula camino de Villacarrillo (Jaén), en la 14.ª etapa.
Tras la desaparición del equipo Hernández quedó sin equipo, por lo que no pudo correr en 2008. Pese a esta circunstancia el corredor siguió con sus entrenamientos, completando más de 20.000 kilómetros a lo largo del año, con frecuencia junto a su amigo y excompañero Alberto Contador (Astana), quien le animó para que siguiera entrenándose pese a no tener equipo.

#### Gregario de Contador

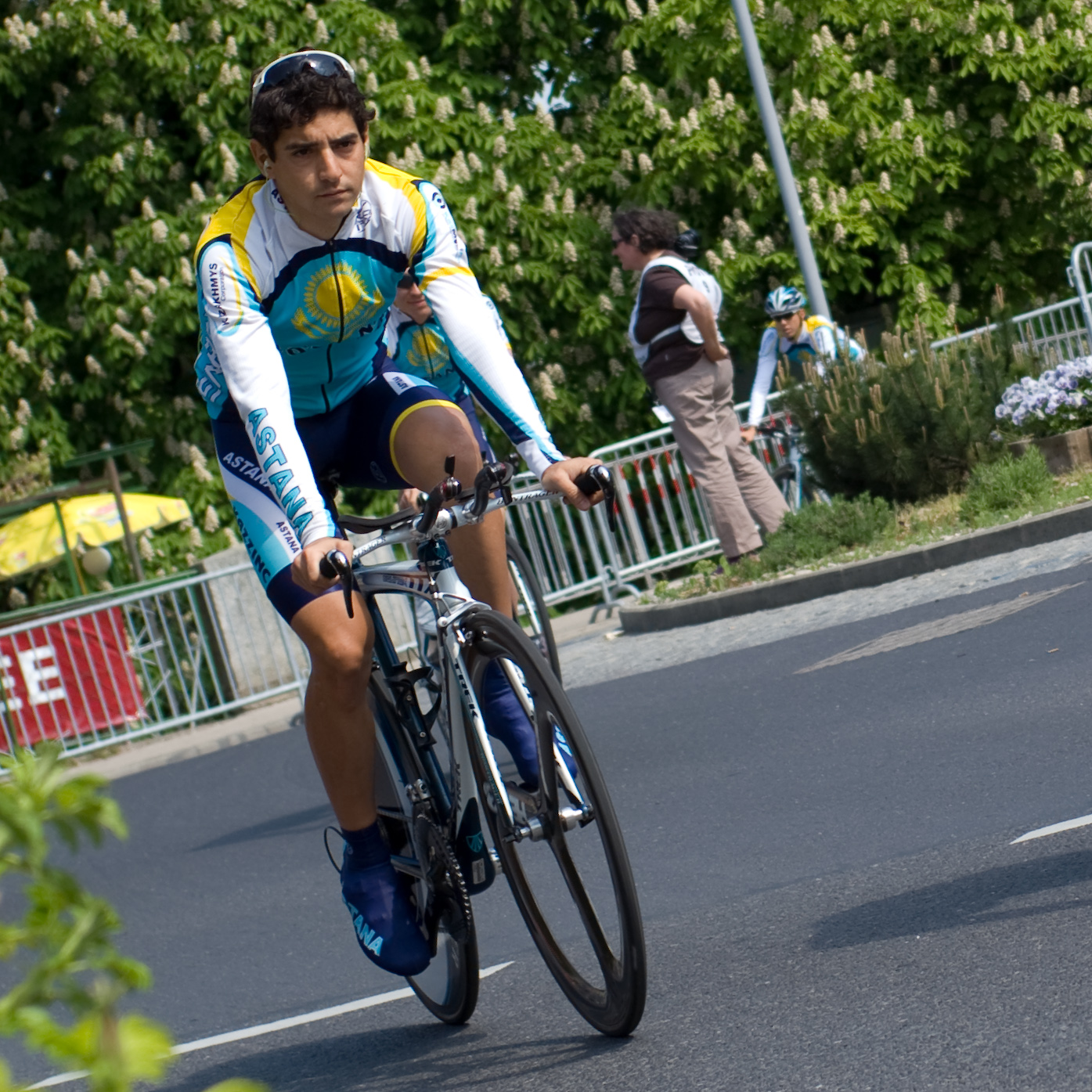
Jesús Hernández en el Tour de Romandía 2009, con el maillot de Astana.

Para 2009 fue contratado por el Astana de Johan Bruyneel por deseo de su amigo Alberto Contador, jefe de filas tras haber ganado la triple corona entre las dos últimas temporadas: Tour de Francia en 2007 y Giro de Italia y Vuelta a España en 2008. Así, acudió a la concentración invernal del equipo en Tenerife en diciembre y al Tour Down Under, momentos en los que trabó amistad con Lance Armstrong, heptacampeón del Tour de Francia que volvía tras tres años sin competir; el estadounidense empezó a llamarle cariñosamente Sweet baby Jesus (dulce niño Jesús).
Desde su fichaje desempeñó una labor de gregario a favor de Contador, con quien se siente muy unido, y cuando éste dejó el equipo para unirse al Saxo Bank Sungard, Hernández siguió el mismo camino y también fichó por el equipo de Bjarne Riis.

#### Retirada
Tras la Vuelta a España 2017 anunció su retirada del ciclismo tras catorce temporadas como profesional y con 36 años de edad pasando a ser director deportivo del conjunto Polartec-Kometa.

## Palmarés
No consiguió ninguna victoria como profesional.

## Resultados en Grandes Vueltas
Durante su carrera deportiva consiguió los siguientes puestos en las Grandes Vueltas:
| Carrera | Carrera         | 2004 | 2005 | 2006 | 2007 | 2008 | 2009 | 2010  | 2011 | 2012 | 2013 | 2014 | 2015 | 2016 | 2017 |
| ------- | --------------- | ---- | ---- | ---- | ---- | ---- | ---- | ----- | ---- | ---- | ---- | ---- | ---- | ---- | ---- |
|         | Giro de Italia  | —    | —    | —    | —    | —    | —    | —     | 28.º | —    | —    | —    | —    | 59.º | 49.º |
|         | Tour de Francia | —    | —    | —    | —    | —    | —    | 140.º | 92.º | —    | 43.º | Ab.  | —    | —    | —    |
|         | Vuelta a España | —    | —    | Ab.  | Ab.  | —    | 19.º | —     | —    | 43.º | —    | 21.º | —    | 43.º | 64.º |

—: no participa

Ab.: abandono

## Equipos
- Liberty Seguros (2004-2005)
  - Liberty Seguros (2004)
  - Liberty Seguros-Würth Team (2005)
- Relax-GAM (2006-2007)
- Astana (2009-2010)
- Saxo Bank/Tinkoff (2011-2016)
  - Saxo Bank Sungard (2011)
  - Saxo Bank-Tinkoff Bank (2012)
  - Team Saxo-Tinkoff (2013)
  - Tinkoff-Saxo (2014-2015)
  - Tinkoff (2016)
- Trek-Segafredo (2017)